# Нурулу
Нурулу (азерб. Nurulu) — село в Имишлинском районе Азербайджана. Расположено в 9 км. от райцентра. Население — 770 человек.
По данным «Кавказского календаря» на 1915 год в селе Нурулла Джеватского уезда Бакинской губернии проживало 232 человека, в основном азербайджанцы, указанных в календаре как «татары».